# Trulli Formula E Team
Trulli Formula E Team fue una escudería suiza de automovilismo creada para competir en el campeonato de Fórmula E. Su fundador Jarno Trulli, expiloto de Fórmula 1. 
La escudería compitió en la temporada inaugural 2014-15. Inicialmente debía competir también en la segunda temporada 2015-16 pero tras las dos primeras carreras sin participar en diciembre de 2015 anunció su retirada del campeonato.

## Resultados

### Fórmula E
(Clave) (negrita indica pole position) (cursiva indica vuelta rápida)

| Temp.   | Chasis                 | Neu. | N.º | Pilotos           | 1   | 2   | 3   | 4   | 5   | 6   | 7   | 8   | 9   | 10  | 11  | Puntos | Pos. |
| ------- | ---------------------- | ---- | --- | ----------------- | --- | --- | --- | --- | --- | --- | --- | --- | --- | --- | --- | ------ | ---- |
| 2014-15 | Spark-Renault SRT 01E  | M    |     |                   | BEI | PUT | PDE | BUE | MIA | LBH | MCA | BER | MSC | LON | LON | 17     | 10°  |
| 2014-15 | Spark-Renault SRT 01E  | M    | 10  | Jarno Trulli      | Ret | 17  | 4   | Ret | 15  | Ret | 11  | 19† | 18† | 15  | Ret | 17     | 10°  |
| 2014-15 | Spark-Renault SRT 01E  | M    | 18  | Michela Cerruti   | 14  | Ret | 12  | Ret |     |     |     |     |     |     |     | 17     | 10°  |
| 2014-15 | Spark-Renault SRT 01E  | M    | 18  | Vitantonio Liuzzi |     |     |     |     | 16  | 13  | NC  | 9   | 17  |     |     | 17     | 10°  |
| 2014-15 | Spark-Renault SRT 01E  | M    | 18  | Alex Fontana      |     |     |     |     |     |     |     |     |     | Ret | 14  | 17     | 10°  |
| 2015-16 | Spark-Motomatica JT-01 | M    |     |                   | BEI | PUT | PDE | BUE | MEX | LBH | PAR | BER | LON | LON |     | 0      | NC   |
| 2015-16 | Spark-Motomatica JT-01 | M    | 10  | Vitantonio Liuzzi | DNP | DNP |     |     |     |     |     |     |     |     |     | 0      | NC   |
| 2015-16 | Spark-Motomatica JT-01 | M    | 18  | Salvador Durán    | DNP |     |     |     |     |     |     |     |     |     |     | 0      | NC   |
| 2015-16 | Spark-Motomatica JT-01 | M    | 18  | Jarno Trulli      |     | DNP |     |     |     |     |     |     |     |     |     | 0      | NC   |
| Fuente: |                        |      |     |                   |     |     |     |     |     |     |     |     |     |     |     |        |      |